# 佐野恵太
佐野 恵太（さの けいた、1994年11月28日 - ）は、岡山県児島郡灘崎町（現：岡山市南区）出身のプロ野球選手（外野手、内野手）。右投左打。横浜DeNAベイスターズ所属。

## 経歴

### プロ入り前
小学校1年生の時に彦崎野球スポーツ少年団に入り野球を始め、野球経験者の祖父のアドバイスでイチローや松井秀喜を参考にして2年生の時に左打ちになった。中学からは硬式野球チームの倉敷ビガーズに入り、3年時にはエース投手兼三塁手として全日本中学野球選手権大会 ジャイアンツカップに出場した。
広陵高等学校では、2年時から控え内野手としてベンチ入りし、後に捕手へ転向。3年夏の選手権広島大会では、3回戦で本塁打を打つも試合は敗退し、在学中の甲子園出場は叶わなかった。広陵高校の2年先輩に有原航平、福田周平、1年先輩に上原健太、同級生に水口拓弥（審判員）、2年後輩に太田光がいる。
明治大学に進学すると1学年上の髙山俊の打撃に衝撃を受け、高山を目標に練習量を増やしていく。2年時から東京六大学野球のリーグ戦に出場。主に一塁を守り、4番打者を務めたこともあった。3年秋と4年春にはベストナインにも選出された。在学中には、リーグ戦で通算63試合に出場。打率.270（200打数54安打）、6本塁打、33打点という成績を残した。大学の同期に柳裕也、星知弥などがいる。
2016年10月20日に行われたドラフト会議で、横浜DeNAベイスターズから9位指名を受け、契約金2500万円、年俸670万円（金額は推定）という条件で入団。背番号は44。支配下登録選手としての指名では全体で87人中84番目、セントラル・リーグでは最後の指名であった。この指名に際しては、明治大学のOBでもあるゼネラルマネージャー（当時）の高田繁が、代打としての佐野の適性を評価したとされている。担当スカウトは河原隆一。

### DeNA時代

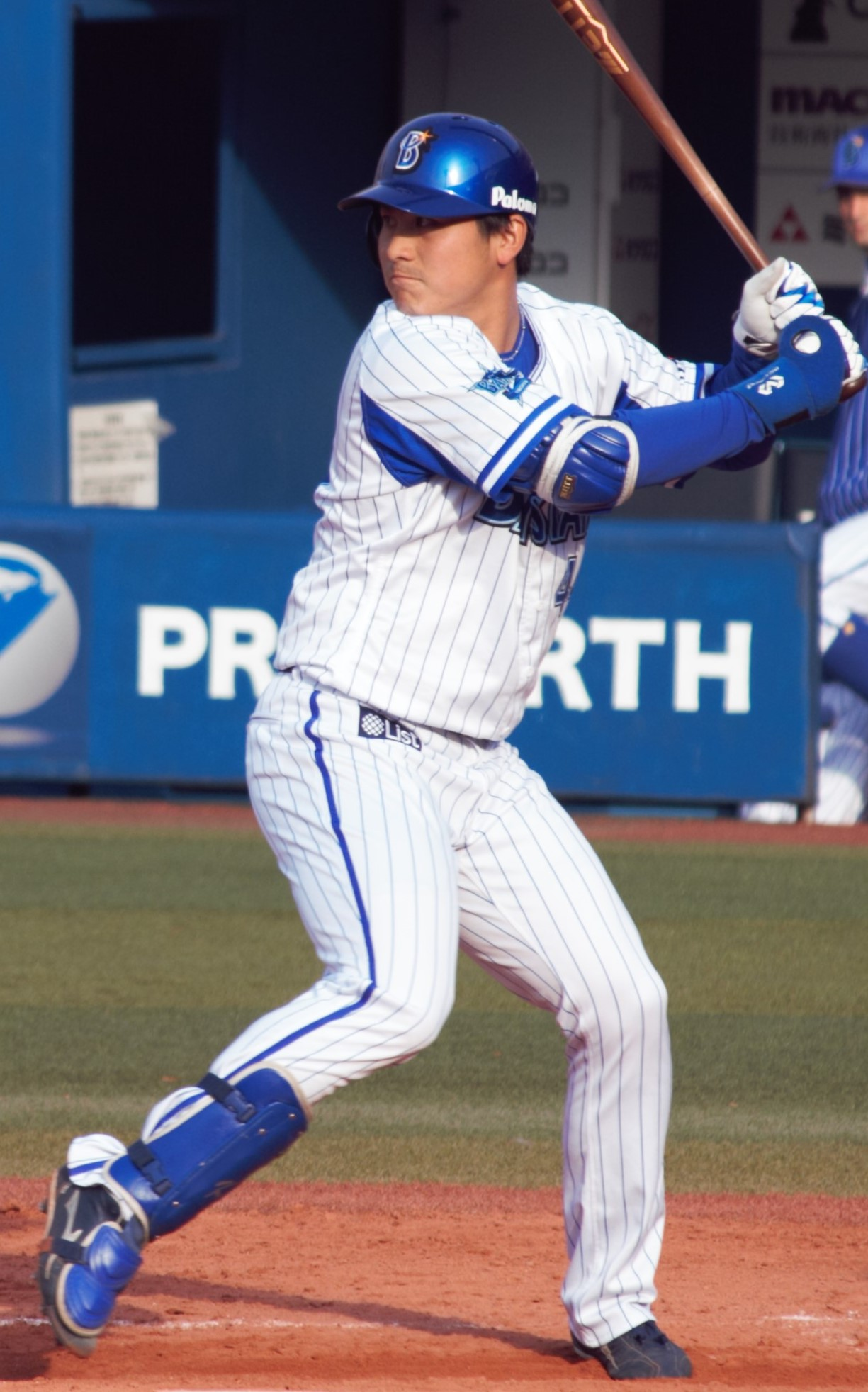
2017年3月11日、横浜スタジアムにて

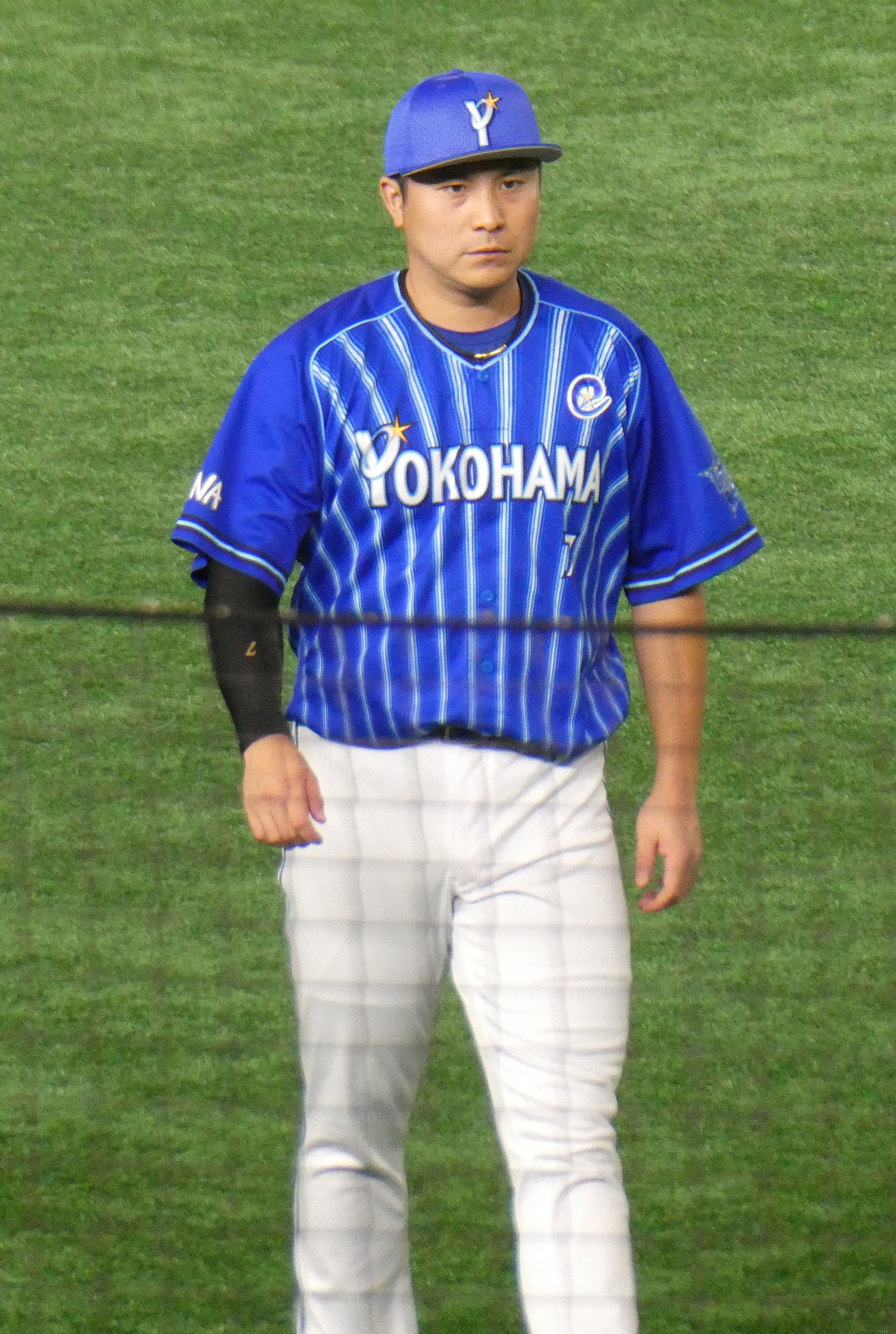
2021年8月28日、東京ドームにて

2017年は、春季キャンプから一軍に帯同。オープン戦での打撃が首脳陣に高く評価され、開幕一軍入りを果たした。3月31日に行われた東京ヤクルトスワローズとのレギュラーシーズン開幕戦（明治神宮野球場）では、7回表に代打で一軍公式戦にデビュー。以降の試合でも代打での起用が続いたが、4月9日の対中日ドラゴンズ戦（ナゴヤドーム）では、「6番・一塁手」として初めての先発出場を果たした。レギュラーシーズン中には、2度にわたって一軍と二軍を往復。6月12日以降は一軍から遠ざかった。7月13日のフレッシュオールスターゲーム（草薙球場）では、イースタン・リーグ選抜の「5番・一塁手」としてフル出場を果たした。一軍公式戦全体では、18試合の出場で打率.095（21打数2安打）に終わったが、イースタン・リーグ公式戦では、77試合の出場でチームトップの11本塁打を記録。育成選手を含めても捕手が6人しか在籍していないというチーム事情もあり、捕手としても12試合に出場した。シーズン終了後には、台湾で開催のアジアウインターベースボールリーグに、NPBイースタン・リーグ選抜の4番打者として出場。選抜チームを初優勝へ導くとともに、大会のMVPに選ばれた。
2018年は、前年に続いて公式戦の開幕を一軍で迎えると、代打を中心に13試合へ出場。しかし、14打数無安打という成績で、4月30日に出場選手登録を抹消された。5月31日に再び登録されると、6月1日の対福岡ソフトバンクホークス戦（福岡ヤフオク!ドーム）に、「5番・左翼手」として先発出場。2回裏の第1打席で、一軍公式戦の初本塁打を千賀滉大から記録した。一軍公式戦全体では、73試合に出場。打率.230、5本塁打、14打点という成績を残した。
2019年は、3年連続でレギュラーシーズンを一軍でスタート。中日との開幕カード（横浜スタジアム）では、第1戦（3月29日）に代打で2点二塁打、第3戦（3月31日）に代打で小熊凌祐からサヨナラ安打を打った。4月4日の対ヤクルト戦（神宮）では、プロ入り後初めての満塁本塁打を7回表に代打で記録した。このような勝負強さを背景に、同月下旬以降の試合では主に右翼手、後半戦の開幕当初は5番打者として先発としても起用された。8月中旬からは一時、2番打者を務めた筒香嘉智に代わって4番打者に抜擢された。レギュラーシーズン全体では、一軍公式戦89試合に出場。本塁打数は前年と同じ5本ながら、通算打率は前年より高い.295で、チームのレギュラーシーズン2位確保と横浜スタジアム史上初のクライマックスシリーズ開催に貢献した。また、55試合で外野を守った一方で、内野手としては7試合で一塁の守備へ就いたのみだった。11月の秋季キャンプでは、一軍監督のアレックス・ラミレスからの要請で「キャンプキャプテン」を担当した。
2020年は、MLBのタンパベイ・レイズへ移籍した筒香の後任として、ラミレスからチームの主将に抜擢。内野手登録を続けながらも、オープン戦・レギュラーシーズンの一軍公式戦を通じて、出場した全試合で「4番・左翼手」に起用された。オープン戦では全12球団の出場選手で最多の11打点、レギュラーシーズンでは開幕戦から9試合連続安打を記録。オープン戦では3本の本塁打を打っていたが、公式戦でのシーズン初本塁打が出たのは開幕28試合目（7月22日の対ヤクルト戦）で、全12球団の開幕4番打者としては最も遅かった。もっとも、この試合から横浜スタジアムで3試合連続本塁打を記録。3試合目（7月24日の対広島戦）では、9回裏一死満塁で迎えた打席で一岡竜司から逆転満塁サヨナラ本塁打を打った。8月には、月間打率.343、6本塁打、22打点という好成績で、セ・リーグ野手部門の月間MVPを初めて受賞した。10月には、11日の対阪神タイガース戦（甲子園球場）から16日の対読売ジャイアンツ戦（横浜）までの5試合連続本塁打によって、連続試合本塁打の球団タイ記録を達成した。しかし、10月25日の対広島戦（横浜）戦での三塁へのヘッドスライディングの際に左肩の関節を脱臼し、レギュラーシーズンの残り試合を欠場した。それでも、プロ入り後初めてセ・リーグの規定打席に到達。打率.328で首位打者のタイトルを初めて獲得したほか、一軍公式戦106試合の出場で20本塁打、69打点という成績を残した。セ・リーグの外野手では最多票でベストナインにも初選出された。シーズンの終了後に、背番号を7へ変更することが発表された。12月15日に、推定年俸7000万円（前年から3600万円増）という条件で契約を更改。
2021年から、選手登録が内野手から外野手へ変更になった。前年に引き続き、開幕戦から「4番・左翼手」として起用され、開幕2試合目の対巨人戦（東京ドーム）でシーズン初本塁打を記録したが、得点圏打率が伸び悩み24試合を消化した時点でわずか3打点だった。そこで、5月18日の対中日戦（横浜）からはタイラー・オースティンと入れ替わる形で3番打者として出場を続けた。7月にはオールスターゲームに監督推薦で初出場した。9月末からは2番打者として起用されたが、オースティンが戦線を離脱すると再び3番に入り、10月8日の対中日戦（横浜）ではプロ入り後初となる2打席連続本塁打を記録した。最終的には2年連続の打率3割（.303）、自己最多の72打点を記録。怪我による離脱もなく、自身初の全試合出場を果たした。オフの契約更改では4000万円アップの推定年俸1億1000万円でサインし、ドラフト9位以下ではセ・リーグ初の1億円プレイヤーとなった。
2022年は、シーズン中のアクシデントに備えるため、春季キャンプから外野だけでなく一塁の守備練習も久々に行った。一塁のネフタリ・ソトが怪我で開幕に間に合わなかったためソトが不在の4月6日まで主に一塁を守り、その後は「3番・左翼手」として出場を続けていたが、5月5日の中日戦（横浜）で背中の張りを訴え途中交代し、翌6日に登録抹消された。5月21日に再び一軍登録されると好調な打撃を発揮し、交流戦初戦となった5月24日のソフトバンク戦（横浜スタジアム）からは、開幕から打撃不振に陥っていた桑原将志に代わり、佐野がプロ入り初の1番に入り、本塁打を含む猛打賞の活躍を見せた。その後、交流戦明けの6月22日の巨人戦からは再び3番に戻った。オールスターゲームには初めて選手間投票で選ばれ2度目の出場。7月16日のヤクルト戦（横浜）では9回に今野龍太からサヨナラ打を放ち、開幕からBクラスに沈んでいたチームはAクラスに浮上。8月に入ると好調なチームを引っ張り、8月18日の巨人戦（横浜）では戸郷翔征から佐野が2本の本塁打を放ち勝利すると、チームは横浜スタジアム14連勝を記録し、最大18連勝まで繋がる球団の本拠地連勝記録更新に貢献した。シーズン途中まで打率リーグトップに立っていたが、9月に26打席無安打に苦しむなど徐々に打率を落とし、首位打者こそ逃すが、161安打を放ち、自身初となる最多安打のタイトルを獲得。左翼だけでなく、一塁の守備に就く試合も増え、最終的に133試合に出場し、3年連続打率3割（.306）、キャリアハイの22本塁打を記録するとともに、主将としては前年の最下位から2位に躍進したチームを引っ張り、3年ぶりのクライマックスシリーズ進出に貢献した。シーズン終了後の10月31日、横浜市内の病院にて右肘クリーニング手術を行った。12月14日には6000万円アップの推定年俸1億7000万円で契約を更改した。
2023年は、開幕から1番打者を任され、5月9日の巨人戦（HARD OFF ECOスタジアム新潟）では2試合連続となる先頭打者本塁打、さらに翌日と翌々日の試合でも本塁打を放ち、球団初となる1番打者の4試合連続本塁打を記録する（自身の4試合連続は5試合連続を決めた2020年以来）。6月8日のソフトバンク戦で3番を打つ宮崎敏郎がアクシデントで欠場したのをきっかけに3番を任されるようになる。6月は月間打率.322を打っていたものの、7月には月間打率.224と打撃不振に苦しみ、8月6日の阪神戦（横浜）では、1点差を追う7回の好機の場面で同じ左打者の楠本泰史を代打に送られる。しかし、そこから徐々に復調の兆しを見せ、8月15日のヤクルト戦（神宮）では、約3か月ぶりとなる本塁打を放ちチームの勝利に貢献。8月29日の阪神戦（甲子園）では、2点差を追う9回無死一塁の場面で抑えの岩崎優から同点本塁打を放ち、続く4番の牧秀悟が二者連続となる勝ち越し本塁打を決めて土壇場で試合をひっくり返し、上位争い中のチームを劇的な勝利に導いた。シーズン終盤は調子を上げていたが9月30日のヤクルト戦（神宮）でスイングした際に右手首に違和感を感じ途中交代。翌日、横浜市内の病院で検査した結果、右有鈎骨の骨折が判明した。10月5日に有鈎骨摘出術を受け、クライマックスシリーズ出場はせずにリハビリに専念することとなった。141試合の出場でリーグ4位の安打数を記録したが、打率.264、13本塁打、65打点といずれも前年より下回る打撃成績となり、1500万円減の推定年俸1億5500万円で契約を更改した。この年を以て4年間務めたチームの主将を後輩の牧秀悟に引き継いだ。
2024年は、開幕から3番打者を任されるが、捉えた当たりが野手の正面を突くことが多く、開幕から7試合で打率1割台と苦しんでいたが、4月7日の巨人戦（東京ドーム）で、16打席ぶりに安打が出ると猛打賞を記録。開幕3カード連続勝ち越しに貢献した。5月3日の広島戦（MAZDA Zoom-Zoom スタジアム広島）では、初回に右中間フェンスの最上部に当たった打球が柵を越えて一度は本塁打と判定されるが、リプレー検証でエンタイトル二塁打と判定が覆る。その2日後の同カードの広島戦で4回に九里亜蓮のチェンジアップを完璧に捉えてライトスタンドへ運び、30試合目にして第1号本塁打を記録した。交流戦前までは打率.260だったが、6月後半頃より、同年から変更していた打撃フォームの更なる修正に着手すると手応えを感じるようになる。自信を持って打席に立てるようになった結果、7月は全22試合に先発出場して打率.379、2本塁打、16打点、OPS.950、得点圏打率.429の好成績を挙げ、自身2度目となる月間MVPを受賞した。最終的にはチーム最多の139試合に出場し、打率.273、8本塁打、62打点の成績で、主に3番打者として打線を牽引した。クライマックスシリーズでも3番打者を任され、阪神とのファーストステージ（甲子園）では第1戦から2番に入った牧秀悟と共に3安打の活躍でチームに勝利を呼び込み、第2戦でも4点リードの7回に富田蓮からダメ押しの3点本塁打を放ち、ファイナルステージ進出に貢献。巨人とのファイナルステージ（東京ドーム）第1戦でも、4回に先発の戸郷翔征から先制ソロ本塁打を放つなど打撃でチームを勢いづけるが、第4戦に大勢から右膝に直球の死球を受け途中交代すると、翌日の第5戦でも大勢から死球を受け2試合連続で途中交代。チームは第6戦で勝利を収め日本シリーズに進出した。ソフトバンクとの日本シリーズでは打棒が振るわず、第5戦からスタメンを外れた。第6戦では5回一死一・二塁の場面で代打起用に応え右前安打でチャンスを広げると、チームはその回に一挙7得点を挙げた。この代打での出場後は第1戦の自打球で足に負傷を抱えるオースティンと交代でそのまま最終回まで一塁守備に就くと、最終的に11対2で勝利し、球団26年ぶりの日本一達成の瞬間をグラウンド上で味わった。同年11月開催の第3回WBSCプレミア12には、チームでは牧秀悟、追加招集の桑原将志とともに日本代表に選出され、初の侍ジャパン入りを果たした。11月12日には7月に初取得した国内FA権を行使せず、チームに残留することを発表した。12月16日、出来高を含め推定年俸総額6億円（3年目は年俸変動制）の3年契約を結んだ。
2025年のオープン戦は17試合で打率.235、0本塁打、3打点の成績で調子が上がりきらず、開幕から2試合は左翼は筒香、一塁は オースティンが先発出場し、2019年以来の開幕戦ベンチスタートとなった。  しかし、5月頃から筒香嘉智の不振や、オースティンの膝のコンディション不良によりスタメンに入ることが多くなり、主に一塁を守った。5月30日、佐野はバットの重さを変更する決断を下す。普段使用していた約870gのバットから、890gのバットに変更し、同日5月30日の試合で5打数2安打の活躍を見せると、翌5月31日には第2号ソロホームランを放ち、復調の兆しを見せた。さらに翌日6月1日には第3号ソロホームランを記録。これは2023年5月9日の巨人戦（HARD OFF ECOスタジアム新潟）以来の複数試合連続ホームランとなり、佐野のバットが再び火を噴き始めた瞬間だった。5月の月間成績は23試合で打率.311、2本塁打、13打点と好調を維持。6月も22試合で打率.275、4本塁打、8打点と安定した成績を残し、チームの主軸として存在感を発揮した。 7月には、選手間投票で選ばれていたオースティンが、怪我で辞退したため補充選手として、選ばれる。7月23日 オールスター 第1戦 大阪ドーム (京セラドーム) で行われた試合では出場はなかったが、3塁ランナーコーチとして、中日 岡林勇希 の本塁生還に貢献した。翌日7月24日は、本拠地  横浜スタジアム で行われた試合で 6番 一塁手として出場、1打席目、2打席目は凡退するも、3打席目に西武 平良海馬 からセンターへのタイムリーヒットを打つなど、チームは敗れたが存在感を示した。 8月1日の広島戦（横浜スタジアム）では、2回裏に左翼席へシーズン8号ソロホームランを放ち、横浜DeNAベイスターズの球団通算8500号本塁打を記録。このメモリアルな一撃は、チームの歴史に名を刻む一打となった。同試合の8回裏には右翼席へ9号2ランを放ち、2年ぶりの1試合2本塁打を達成。佐野は「バットの変更が良い結果につながり、チームの勝利に貢献できて嬉しい」と振り返った。8月5日の広島戦（横浜スタジアム）では、3回裏に広島  床田寛樹  から右翼席へシーズン10号ソロホームランを放ち、プロ通算100号本塁打を達成。NPB史上312人目の快挙となり、1年ぶりに2桁本塁打に到達した瞬間だった。試合後、佐野は「100本という節目をファンと一緒に迎えられて幸せ」と語り、スタンドからの大きな拍手に応えた。8月13日のヤクルト戦（神宮球場）では9回表にレフトスタンドへ12号ソロホームランを放ち、シーズン2桁本塁打を確固たるものとし、チームの勝利に大きく貢献。

## 選手としての特徴
パワー溢れる勝負強い打撃が持ち味のヒットメーカー。スイングスピードが速く、ボールコンタクトに優れているため、打率を残せる安定感がある。打席では、投手から見て背番号が確認できるほどのクローズドスタンスで立ち、ボールを手元まで引き付け、厳しいコースの球もヒットにできる。2023年9月に右有鈎骨を骨折したのをきっかけに、2024年の春季キャンプから今までの負担の大きい極端なクローズドスタンスをやめ、スクエアスタンスに変更した。
右方向への引っ張った打球が多い左のプルヒッターであり、対戦チームからは内野手を極端に右へ寄せる「佐野シフト」を敷かれることが多い。2020年からバットを一直線にボールにぶつけるチョップ打法を取り入れ、逆方向への強い打球も増えている。
プロ入り後は主に左翼を守るが、チーム状況に応じて一塁を守るユーティリティー性も見せる。DELTAによる分析では、左翼守備は定位置周辺の打球については平均以上の処理能力を見せるも、そこから少し離れるとマイナスの評価に転じており、特にレフト線へ弱さを見せる。
ZETTのバットやグラブ、スパイクシューズを使用し、アドバイザリースタッフ契約を結んでいる。ファーストミットもZETTのものを毎年新調している。

## 人物・エピソード
- 愛称は「サノス」[95]。
- 2019年まで主将を務めた筒香嘉智がオフにMLBに移籍することが決まり、新たに佐野を主将に指名したアレックス・ラミレス監督（当時）は「（佐野の）主将に向いているレベルを10段階で表すと、8〜9程ある」と語り、佐野のキャプテンシーを高く評価している[86]。2020年から2023年まで4年間、主将を務めた[23][62]。
- マリオカート愛好家でもあり、マリオカート仲間である牧秀悟や桑原将志らとともに人気YouTuberであるサワヤンゲームズのパフォーマンス「デスターシャ」を2022年からホームランパフォーマンスとし[注 3]、チームを盛り上げている[97]。サワヤン兄弟本人からも公認を得ており[98]、2人を横浜スタジアムの試合に招待し、愛用のNintendo Switchに直筆サインも貰っている[99]。
- 元プロ野球選手の佐々木誠は母方の伯父で（佐野の実母が佐々木の実妹）[100]、伯父・甥揃ってNPBの首位打者、最多安打のタイトルを獲得している[101]。独立リーグ（信濃グランセローズ）や社会人野球（日立製作所）でプレーした外野手の佐野悠太は実弟[102][103]。
- 2019年オフに大学時代の同級生である女性と結婚[104]。なお、佐野の妻の実兄がフジテレビアナウンサーの永島優美の夫であるため、佐野と永島は義理の姉弟関係となる[105][106]。
- 2017年4月6日にはダチョウ倶楽部の上島竜兵とのキスを披露している。

## 詳細情報

### 年度別打撃成績
| 年 度     | 球 団     | 試 合 | 打 席 | 打 数 | 得 点 | 安 打 | 二 塁 打 | 三 塁 打 | 本 塁 打 | 塁 打 | 打 点 | 盗 塁 | 盗 塁 死 | 犠 打 | 犠 飛 | 四 球 | 敬 遠 | 死 球 | 三 振 | 併 殺 打 | 打 率 | 出 塁 率 | 長 打 率 | O P S |
| --------- | --------- | ----- | ----- | ----- | ----- | ----- | -------- | -------- | -------- | ----- | ----- | ----- | -------- | ----- | ----- | ----- | ----- | ----- | ----- | -------- | ----- | -------- | -------- | ----- |
| 2017      | DeNA      | 18    | 24    | 21    | 1     | 2     | 1        | 0        | 0        | 3     | 1     | 0     | 0        | 0     | 0     | 3     | 0     | 0     | 5     | 0        | .095  | .208     | .143     | .351  |
| 2018      | DeNA      | 73    | 130   | 126   | 6     | 29    | 4        | 0        | 5        | 48    | 14    | 1     | 0        | 0     | 1     | 3     | 0     | 0     | 26    | 3        | .230  | .246     | .381     | .627  |
| 2019      | DeNA      | 89    | 215   | 200   | 23    | 59    | 10       | 0        | 5        | 84    | 33    | 0     | 0        | 0     | 0     | 13    | 1     | 2     | 39    | 9        | .295  | .344     | .420     | .764  |
| 2020      | DeNA      | 106   | 451   | 402   | 48    | 132   | 20       | 1        | 20       | 214   | 69    | 0     | 0        | 0     | 3     | 42    | 1     | 4     | 58    | 13       | .328  | .395     | .532     | .927  |
| 2021      | DeNA      | 143   | 615   | 545   | 73    | 165   | 34       | 2        | 17       | 254   | 72    | 0     | 1        | 0     | 4     | 61    | 1     | 5     | 73    | 14       | .303  | .376     | .466     | .842  |
| 2022      | DeNA      | 133   | 574   | 526   | 63    | 161   | 29       | 1        | 22       | 258   | 72    | 2     | 1        | 0     | 1     | 43    | 3     | 4     | 57    | 14       | .306  | .362     | .490     | .853  |
| 2023      | DeNA      | 141   | 613   | 560   | 67    | 148   | 26       | 2        | 13       | 217   | 65    | 0     | 2        | 0     | 3     | 46    | 4     | 4     | 77    | 9        | .264  | .323     | .388     | .711  |
| 2024      | DeNA      | 139   | 566   | 524   | 51    | 143   | 34       | 0        | 8        | 201   | 62    | 0     | 0        | 0     | 3     | 35    | 3     | 4     | 53    | 17       | .273  | .322     | .384     | .705  |
| 通算：8年 | 通算：8年 | 842   | 3188  | 2904  | 332   | 839   | 158      | 6        | 90       | 1279  | 388   | 3     | 4        | 0     | 15    | 246   | 13    | 23    | 388   | 79       | .289  | .348     | .440     | .788  |

- 2024年度シーズン終了時
- 各年度の太字はリーグ最高

### 年度別打撃成績所属リーグ内順位
| 年 度 | 年 齢 | リ ｜ グ   | 打 率 | 安 打 | 二 塁 打 | 三 塁 打 | 本 塁 打 | 打 点 | 盗 塁 | 出 塁 率 |
| ----- | ----- | ---------- | ----- | ----- | -------- | -------- | -------- | ----- | ----- | -------- |
| 2017  | 23    | セ・リーグ | -     | -     | -        | -        | -        | -     | -     | -        |
| 2018  | 24    | セ・リーグ | -     | -     | -        | -        | -        | -     | -     | -        |
| 2019  | 25    | セ・リーグ | -     | -     | -        | -        | -        | -     | -     | -        |
| 2020  | 26    | セ・リーグ | 1位   | 4位   | -        | -        | 7位      | 8位   | -     | 4位      |
| 2021  | 27    | セ・リーグ | 6位   | 2位   | 3位      | -        | -        | 7位   | -     | 4位      |
| 2022  | 28    | セ・リーグ | 3位   | 1位   | 8位      | -        | 10位     | 8位   | -     | 5位      |
| 2023  | 29    | セ・リーグ | -     | 4位   | -        | -        | -        | 10位  | -     | -        |
| 2024  | 30    | セ・リーグ | -     | -     | 2位      | -        | -        | -     | -     | -        |

- 太字年度は規定打席到達年度
- -は10位未満（打率、出塁率は規定打席未到達の場合も-と表記）

### 年度別守備成績
| 年 度 | 球 団 | 一塁  | 一塁  | 一塁  | 一塁  | 一塁  | 一塁     | 外野  | 外野  | 外野  | 外野  | 外野  | 外野     |
| 年 度 | 球 団 | 試 合 | 刺 殺 | 補 殺 | 失 策 | 併 殺 | 守 備 率 | 試 合 | 刺 殺 | 補 殺 | 失 策 | 併 殺 | 守 備 率 |
| ----- | ----- | ----- | ----- | ----- | ----- | ----- | -------- | ----- | ----- | ----- | ----- | ----- | -------- |
| 2017  | DeNA  | 1     | 7     | 0     | 0     | 2     | 1.000    | 3     | 4     | 0     | 0     | 0     | 1.000    |
| 2018  | DeNA  | 13    | 64    | 8     | 0     | 5     | 1.000    | 22    | 18    | 2     | 0     | 0     | 1.000    |
| 2019  | DeNA  | 7     | 35    | 2     | 1     | 4     | .974     | 55    | 68    | 0     | 1     | 0     | .986     |
| 2020  | DeNA  | -     | -     | -     | -     | -     | -        | 105   | 169   | 6     | 4     | 1     | .978     |
| 2021  | DeNA  | -     | -     | -     | -     | -     | -        | 141   | 190   | 6     | 4     | 2     | .980     |
| 2022  | DeNA  | 90    | 408   | 42    | 1     | 38    | .998     | 98    | 125   | 3     | 3     | 1     | .977     |
| 2023  | DeNA  | 70    | 351   | 37    | 3     | 33    | .992     | 109   | 137   | 6     | 2     | 1     | .986     |
| 2024  | DeNA  | 34    | 256   | 28    | 1     | 28    | .996     | 103   | 151   | 3     | 1     | 0     | .994     |
| 通算  | 通算  | 215   | 1121  | 117   | 6     | 110   | .995     | 636   | 862   | 26    | 15    | 5     | .983     |

- 2024年度シーズン終了時
- 各年度の太字はリーグ最高

### タイトル
- 首位打者：1回（2020年）
- 最多安打：1回（2022年）

### 表彰
- ベストナイン：2回（外野手部門：2020年、2022年）
- 月間MVP：2回（打者部門：2020年8月[107]、2024年7月[108]）

### 記録
初記録
- 初出場・初打席：2017年3月31日、対東京ヤクルトスワローズ1回戦（明治神宮野球場）、8回表に進藤拓也の代打で出場、石山泰稚から三邪飛
- 初安打・初打点：2017年4月8日、対中日ドラゴンズ2回戦（ナゴヤドーム）、7回表に若松駿太から中前適時打
- 初先発出場：2017年4月9日、対中日ドラゴンズ3回戦（ナゴヤドーム）、「6番・一塁手」で先発出場
- 初本塁打：2018年6月1日、対福岡ソフトバンクホークス1回戦（福岡 ヤフオク!ドーム）、2回表に千賀滉大から右越ソロ
- 初盗塁：2018年6月16日、対オリックス・バファローズ2回戦（京セラドーム大阪）、7回表に二盗（投手：ブランドン・ディクソン、捕手：若月健矢）

節目の記録
・100本塁打：2025年8月5日、対広島東洋カープ15回戦（横浜スタジアム）、3回裏に床田寛樹から右越ソロ ※史上312人目
その他の記録
- オールスターゲーム出場：3回（2021年、2022年、2023年）

### 背番号
- 44（2017年[9] - 2020年）
- 7（2021年[31] - ）

### 代表歴
- 2024 WBSCプレミア12 日本代表

登場曲
Baila Conmigo -  Dayvi x Víctor Cárdenas x Kelly Ruiz(奇数打席)
向日葵 - ado(第2打席)
何度目の青空か？ - 乃木坂46(第4打席)